# Comté de Fremont (Wyoming)
Pour les articles homonymes, voir Comté de Fremont.
Le comté de Fremont est un comté de l'État du Wyoming dont le siège est Lander. Selon le recensement de 2010, sa population est de 40 123 habitants. Le comté est nommé en l'honneur de John Charles Frémont, officier, explorateur et homme politique américain.